# Лук многолистный
Лук многолистный (лат. Allium plurifoliatum) — вид однодольных растений рода Лук (Allium) семейства Амариллисовые (Amaryllidaceae). Впервые описан британским ботаником Алфредом Бартоном Рендлом в 1906 году.

## Распространение и среда обитания
Эндемик Китая, известный из провинций Аньхой, Ганьсу, Хубэй, Шэньси и Сычуань. Произрастает в лесах, на склонах и пастбищах.

## Ботаническое описание
Луковичный геофит.
Луковицы диаметром 0,3–1 см, цилиндрические, утолщённые у основания, обычно сгруппированные; шелуха от чёрно-коричневого до желтовато-коричневого цвета.
Соцветие зонтиковидное. Цветки со светло-красным или фиолетовым околоцветником.
Цветёт и плодоносит с июля по октябрь.